# 石耳
石耳（學名：Umbilicaria esculenta），又名石壁花、岩茸或石茸，是子囊菌门石耳科菌類。多生長於岩石之上，岩壁需湿润，体扁平，呈不规则圆形，像人耳一般。
本物種只見於东亚，包括中华人民共和国、日本及朝鮮半島。經處理後可食用或藥用。
石耳含多種維生素，營養價值極高。中國食用石耳的歷史很早，《呂氏春秋》：「果之美者……漢上石耳。」吳瑞稱:「石耳生天台、四明、河南宣州、螢山、巴西邊繳諸山石崖上」。李時珍《本草》亦云：「廬山亦多，狀如地耳，山僧採曝饋遠，洗去沙土，作茹，勝於木耳，佳品也」。
石耳一年長不到幾公分，要長得很大的話需要不少的時間，故又被稱為百年蘑菇；再加上採集困難之緣故，其價格居高不下。

## 藥用價值
早在1989年就已有文獻紀錄石耳所含有的多糖在實驗室環境中有助抑制人類免疫缺陷病毒（HIV病毒）的複製。

## 圖庫

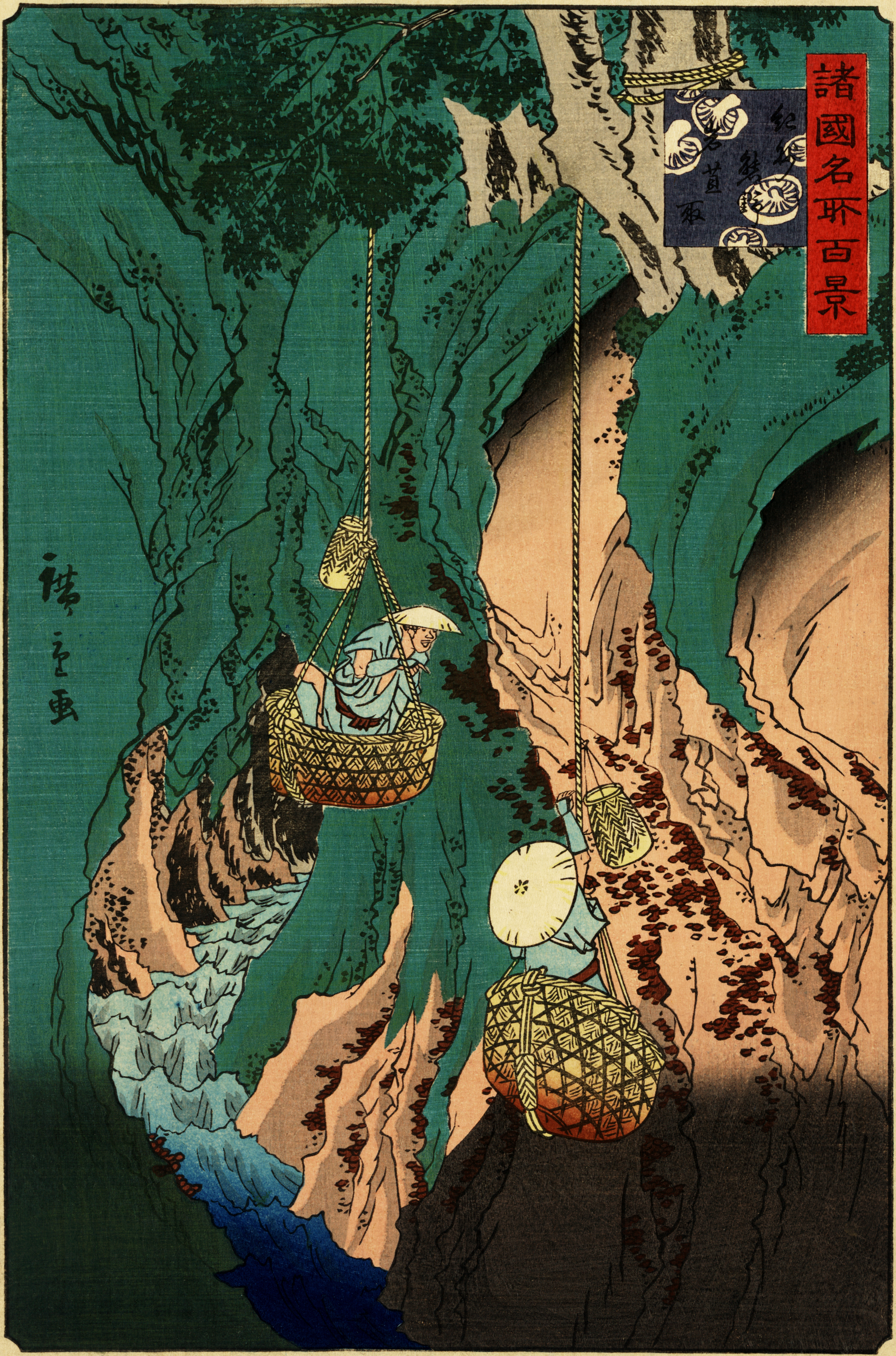
Iwatake gathering at Kumano in Kishū, by Hiroshige II
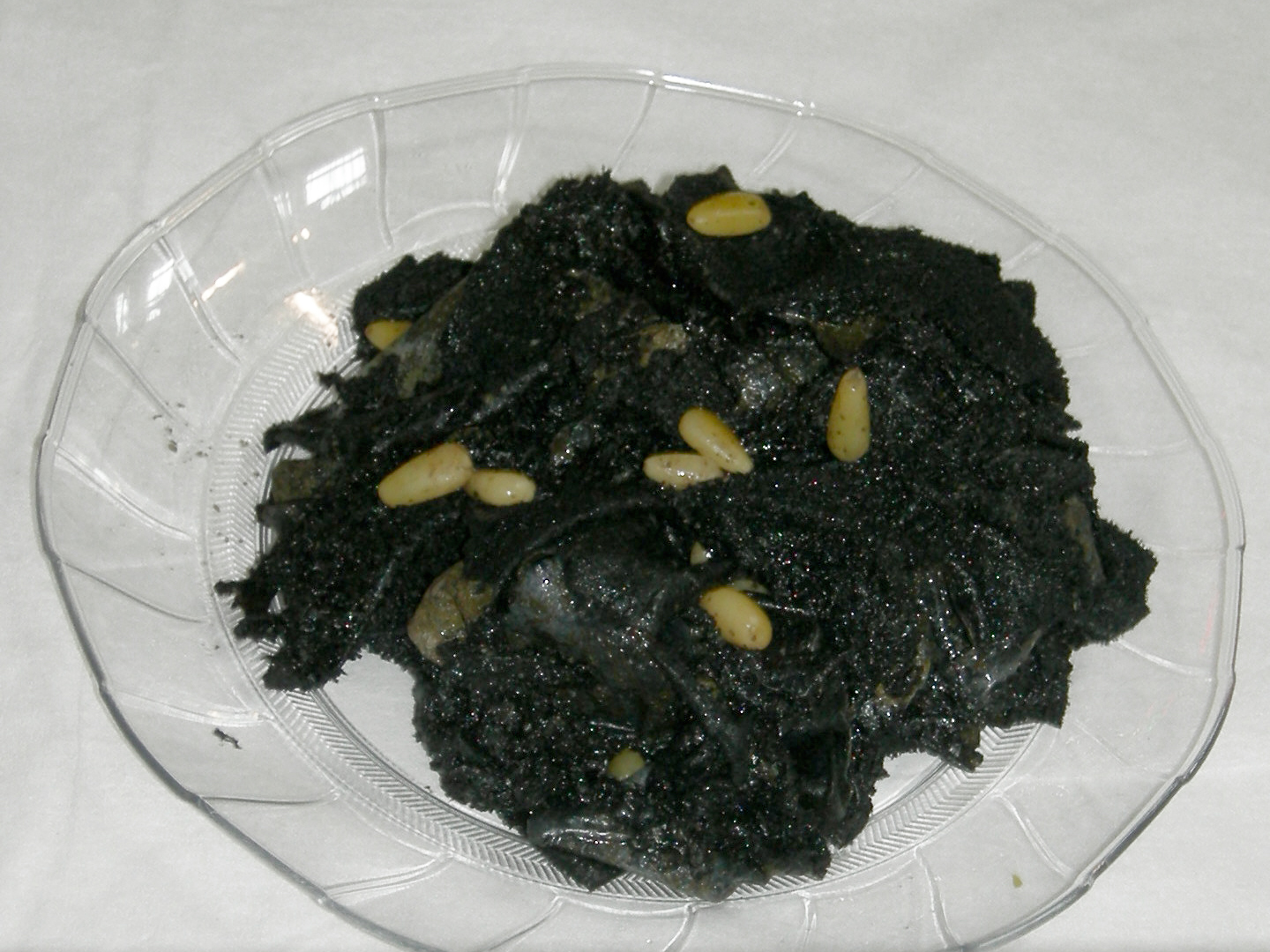
Korean 煎 Umbilicaria esculenta

## 外部連結
- Umbilicaria esculenta （页面存档备份，存于）, at IndexFungorum.org
- ZipcodeZoo：Umbilicaria esculenta
- Gyrophora esculenta （页面存档备份，存于）, at IndexFungorum.org
- Japanese drawings showing the harvesting of U. esculenta[永久] at Nifty.com